# Manuel Medina Olmos

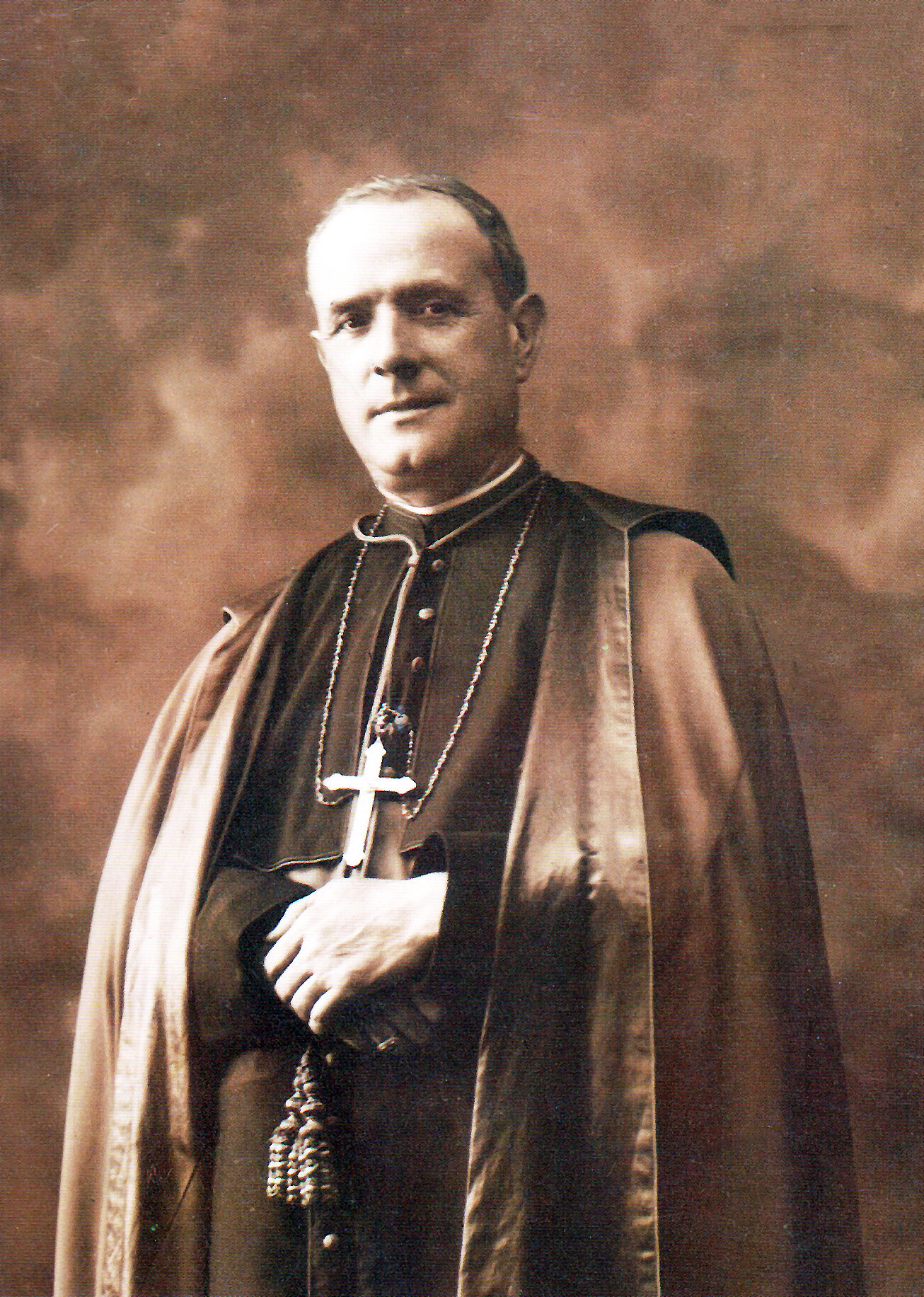
Olmos im Bischofsgewand

Bischofswappen mit Wahlspruch „Treue ist der Gürtel um seinen Leib.“

Manuel Medina Olmos (* 9. August 1869 in Lanteira; † 30. August 1936 in Vícar) war ein spanischer römisch-katholischer Geistlicher und Bischof von Guadix. In der römisch-katholischen Kirche wird er als Seliger verehrt.

## Leben
Manuel Medina Olmos empfing am 19. Dezember 1891 das Sakrament der Priesterweihe.
Papst Pius XI. ernannte ihn am 14. Dezember 1925 zum Titularbischof von Amorium und zum Weihbischof in Granada. Der Erzbischof von Granada, Vicente Kardinal Casanova y Marzol, spendete ihm am 23. Mai des folgenden Jahres die Bischofsweihe. Mitkonsekratoren waren der Bischof von Guadix, Angel Marquina Corrales, und der Bischof von Badajoz, Ramón Pérez Rodríguez.
Am 2. Oktober 2028 wurde er zum Bischof von Guadix ernannt und am 30. November desselben Jahres in das Amt eingeführt. Zwischen 1934 und 1935 war er Apostolischer Administrator der Diözese Almería.
Am 27. Juli 1936 wurde er während des Spanischen Bürgerkriegs nach einer Durchsuchung seines Palastes von einer bewaffneten Gruppe unter der Führung des Bürgermeisters von Guadix festgenommen. Olmos und drei weitere Priester wurden mit dem Zug gewaltsam nach Almería gebracht.
Diego Ventaja Milán stellte ihm eine Unterkunft, schließlich wurden jedoch beide Bischöfe gefangen genommen und zur Zwangsarbeit verpflichtet.
Im Morgengrauen des 31. August verlas der Vorsitzende des Häftlingsausschusses die Liste der siebzehn zu liquidierenden Gefangenen, die man anschließend per Lastwagen in Richtung Vícar brachte. In der Schlucht von Chisme wurden sie erschossen und verbrannt.
Der Anblick der verkohlten Leichen von der Straße aus führte dazu, dass sich die Nachricht der Ermordung des Bischofs schnell in Almería verbreitete.
1939 wurden die sterblichen Überreste der siebzehn in der Schlucht von Chisme Ermordeten exhumiert und in einem Massengrab in der Kapelle San Ildefonso der Kathedrale von Almería beigesetzt.

## Verehrung
Sein Seligsprechungsprozess begann 1954, und am 10. Oktober 1993 wurde er nach der kirchlichen Anerkennung des Martyriums von Papst Johannes Paul II. seliggesprochen. Sein Gedenktag ist der 31. August. Im Jahr 2018 identifizierte ein forensisches Team der Universität Granada mehrere Überreste, darunter auch die von Olmos.